# 5221 Fabribudweis
5221 Fabribudweis este un asteroid din centura principală de asteroizi.

## Descriere
5221 Fabribudweis este un asteroid din centura principală de asteroizi. A fost descoperit pe 16 martie 1980 la Observatorul Kleť de Ladislav Brožek. Asteroidul prezintă o orbită caracterizată de o semiaxă mare de 3,22 ua, o excentricitate de 0,10 și o înclinație de 1,6° în raport cu ecliptica.